# Битка при Сентинум
Битката при Сентинум (на латински: Sentinum) е решителната битка през Третата самнитска война. Състои се през 295 пр.н.е. при Сентинум, близо до днешния град Сасоферато (югоизточно от Анкона). Римляните побеждават противниковата коалиция на самнитите и галите.
Римляните се командват от консулите Публий Деций Муз и Квинт Фабий Максим Рулиан и са около 40.000 души: 4 легиона и силна кавалерия, 1000 елитни конници от Кампания и 4 легиона от съюзници особено от латини и съюзническа кавалерия. Самнитите и галите са 50.000 силна войска с командир генерал Гелий Егнаций. Етруските и умбрите не участват в битката понеже се бият на тяхната родна земя с римляните.
При Сентинум те се срещат и чакат два дена. Фабий пръв напада самнитите, а Деций галите. Галите навлизат в римските редове и Деций се саможертва на боговете също като баща си през 340 пр.н.е. Фабий побеждава самнитите и след това и галите. Така почти завършва третата самнитска война. Самнитите се съпротивляват до 290 пр.н.е.